# Domaradzice (województwo wielkopolskie)
Domaradzice – wieś w Polsce, położona w województwie wielkopolskim, w powiecie rawickim, w gminie Jutrosin.

## Podział
| SIMC    | Nazwa             | Rodzaj    |
| ------- | ----------------- | --------- |
| 0370889 | Domaradzice-Borek | część wsi |

## Historia
Miejscowość pierwotnie związana była z Wielkopolską. Ma metrykę średniowieczną i istnieje co najmniej od końca XIV wieku. Wymieniona pierwszy raz w dokumencie zapisanym po łacinie z 1382 jako  Doma..., 1393 Domaradzicz, 1400 Domaradzicze, 1404 Domaraczicze, 1520 Domoradzicze.
Okolice wsi zasiedlone były jednak wcześniej niż odnotowały to historyczne dokumenty. Na wydmie nad rzeką Orła archeolodzy odkryli cmentarzysko, a w pobliżu niego także pozostałości osad datowanych na VII-XIII wiek.
Miejscowość była wsią prywatną należącą do lokalnej szlachty wielkopolskiej - Domradzkich, którzy od nazwy wsi utworzyli swoje odmiejscowe nazwisko, a także Szurkowskich i Góreckich. W 1465 leżała w powiecie kościańskim Korony Królestwa Polskiego. W 1510 należała do parafii Dupin.
W latach 1382–1394 właścicielem wsi był cześnik kaliski Ubysław z Domaradzic. W 1382 znalazł się on w gronie szlachty wielkopolskiej, która przyrzekła wierność Jadwidze Andegaweńskiej córce króla węgierskiego Ludwika Węgierskiego, jako przyszłemu królowi Polski. W 1404 Tomasz Kromnowo z Domaradzic zwany Domaradzkim był  w sporze z Fryczem Jutrosińskim, który dowodził, że on oraz jego ojciec posiadali Śląskowo i Domaradzice od uroczyska i rzeki Orli aż do grobli w Konarach. W latach 1420–1430 właścicielem we wsi był Szczedrzyk Domaradski. W 1420 on oraz jego brat Przybak, obaj z Konarzewa, dowodzili przed sądem ziemskim, że ich ojciec Pakosz dał Domaradzice w posagu swojej córce. W 1420-1428 odnotowany został brat Szczedzrzyka Marcin z Domaradzic. W latach 1427–1449 odnotowany został Opacz Domaratski, którego żona Katarzyna w 1429 prowadziła spór z Zawiszą i Baryczką o posag, wiano oraz o pieniądze wniesione do Domaradzic.
W 1428 podsędek poznański Stanisław Szurkowski toczył proces z Dorotą Przybakową o to, że nie dopuściła go do wprowadzenia w posiadanie części wsi. W 1429 został on wprowadzony przez woźnego sądowego w posiadanie całej części dziedziny Domaradzice Janusza Przybaka. W 1465 Jakub Domaracki zapisał żonie Beacie po 60 grzywien posagu i wiana na połowie wsi.
Miejscowość odnotowały historyczne rejestry podatkowe. W 1510 wieś miała trzech panów: Stanisław Domaradzki miał 4 łany osiadłe oraz 2 łany sołeckie, Jadwiga jeden łan osiadły oraz 3 łany opuszczone i nieuprawiane, Stanisław Górecki dwa łany osiadłe oraz 3 łany opuszczone i nie uprawiane. Miejscowy folwark należał do wszystkich panów. Odnotowano także okoliczne lasy i bór. W 1510 odnotowani zostali również czterej miejscowi kmiecie, każdy gospodarujący na jednym łanie. Stanisław Szczedrzyk Domaradzki uprawiał 4 łany, kmieć Cryslek uprawiał jeden łan opuszczony należący do pana Stanisława z Góreczki, a dwa łany pozostały nie uprawiane. Kmieć Janek gospodarujący na jednym łanie, a trzy łany opustoszałe należały do pani Jadwigi Jakubowej. Sołectwo o rozległości dwóch łanów uprawiali Stanisław oraz Mikołaj Szczedrzykowie Domaradzcy. Płacili oni płacą dziesięcinę w postaci wiardunku wynoszącą ogółem 3 grzywny i 6 groszy. Oprócz tego odnotowano we wsi 11 łanów opuszczonych, z których płacono 7 wiardunków i 6 groszy. W 1513 jako właściciela we wsi odnotowano Jana Domaradzkiego. W 1520 w Domaradzicach odnotowano 21 łanów, z tego 8 łanów osiadłych, a 13 łanów opuszczonych, których ani kmiecie, ani pan nie uprawiali.
W 1581 wieś  położona była w powiecie kościańskim województwa poznańskiego w Rzeczpospolitej Obojga Narodów.
W wyniku II rozbioru Rzeczypospolitej w 1793, miejscowość przeszła w posiadanie Prus i jak cała Wielkopolska znalazła się w zaborze pruskim. W okresie Wielkiego Księstwa Poznańskiego (1815-1848) miejscowość wzmiankowana jako Domaradzice należała do wsi większych w ówczesnym pruskim powiecie Kröben (krobskim) w rejencji poznańskiej. Domaradzice należały do okręgu jutroszyńskiego tego powiatu i stanowiły część majątku Dubinko, którego właścicielem był wówczas (1846) książę Adam Jerzy Czartoryski. Według spisu urzędowego z 1837 roku wieś liczyła 258 mieszkańców, którzy zamieszkiwali 31 dymów (domostw).
W latach 1975–1998 miejscowość administracyjnie należała do województwa leszczyńskiego.

## Urodzeni we wsi
W Domaradzicach urodził się w 1918 Leon Kantorski – polski ksiądz kanonik, publicysta. W latach 1964–1991 proboszcz parafii Świętego Krzysztofa w Podkowie Leśnej.